# Нехорошее место (роман)
«Нехорошее место» (англ. The Bad Place) — роман 1990 года американского писателя Дина Кунца, содержащий элементы нескольких жанров: хоррора, саспенса и драмы.

## Описание сюжета
Фрэнк Поллард приходит в себя ночью на безлюдной улице Анахайма. Он не помнит ничего о своём прошлом, не знает, кто он есть. Его преследует таинственный незнакомец, посылающий разрушительную энергию. Фрэнку удаётся уйти от погони, он обнаруживает, что его сумка набита наличными. Там же он находит удостоверения личности на имена Фарриса и Романа со своими фотографиями. Фрэнк понимает, что по ночам он куда-то таинственным образом исчезает, проснувшись находит себя исцарапанным и в крови, в сжатых кулаках оказывается  чёрный песок, которого нет в Калифорнии, странный жук и россыпь красных драгоценных камней, пакет с крупной суммой наличных. Пытаясь выяснить эти вопросы. Фрэнк решается обратиться в сыскное агентство  супругов Бобби и Джулии Дакота.
Дакоты приступают к расследованию. Бобби видит во сне странный кошмар, что к нему и Джулии подбирается некая Беда. Драгоценные камни оказываются редчайшими красными алмазами, жук по всей видимости имеет внеземное происхождение (на его панцире отмечен бинарный идентификационный код), кровь на рубашке Фрэнка оказывается кошачьей, песок по всей видимости с вулканических гавайских пляжей. Фаррис и Роман ушли из жизни много лет назад а с их семьями кто-то недавно жестоко расправился. Дакоты помещают Фрэнка для обследования в больницу но в первую же ночь Фрэнк буквально растворяется в воздухе на глазах потрясённых детективов а спустя двадцать минут возвращается с большим пакетом наличных. Дакоты забирают Фрэнка из больницы, вызывают своего знакомого гипнотизёра Джекки Джекса, который погружает его в транс. Отвечая на вопросы Джекса, Фрэнк приходит в паническое состояние и пропадает, захватив с собой Бобби. Фрэнк и Бобби перемещаются по нескольким местам: хижина в лесу, квартира в Сан-Диего, пляж на о. Гавайи, Киото и Фудзияма, грязные задворки Калькутты, родной дом Фрэнка, особняк некоего доктора Фогарти, карьер на другой планете, где сотни жуков добывают алмазы для инопланетян. Выясняется, что Фрэнк убил свою мать, его брат кровожадный маньяк Джеймс (Золт) одержимый местью преследует брата. Фрэнк и Золт наделены способностью к телепортации, но если у Золта телепортация происходит по желанию, то Фрэнк может перемещаться только при смертельной угрозе, это становится проклятием во время всё учащающихся ночных кошмаров. Телепортация не проходит гладко и Фрэнк одну за другой теряет когнитивные способности.
Умственно отсталый брат Джулии Томас, живущий в интернате, наделённый могучими телепатическими способностями из любопытства прикасается к разуму Золта. Взбешённый Золт проникает в сознание Томаса, после чего перемещается в интернат, убивает Томаса и поджигает здание. Он узнаёт о розысках агентства, является туда и истребляет всех сотрудников. Бобби и Джулия являются к доктору Фогарти, где находят потерявшего рассудок Фрэнка. Подонок-доктор рассказывает о жуткой истории вырождения семейства Поллардов, о таинственных способностях, которыми наделено последнее поколение. Сестра Золта выслеживает Дакотов, Золт захватывает в заложники Джулию. Фрэнк и Бобби являются в дом Поллардов, Фрэнк телепортируется, увлекая за собой Золта, и продолжает пространственные скачки, пока оба брата не превращаются в гору нежизнеспособной плоти. Бобби и Джулия находят деньги в доме Поллардов и реализуют свою Мечту: продают агентство, покупают домик на побережье океана и ведут жизнь на покое.

## Попытки экранизации
Согласно Кунцу в 1990 году права на экранизацию были куплены компанией Warner Bros.  Актёр Дон Джонсон и его жена Мелани Гриффит рассматривались на главные роли супругов Дакота. Кунц написал сценарий, который вызвал много «шума» в киностудии, глава киностудии счёл сценарий слишком запутанным. Киностудия отказалась продать сценарий обратно Кунцу.
В 1991 году режиссёр Чак Рассел подписал контракт на работу над фильмом а сценарист Richard Jefferies написал сценарий. Продюсером выступила компания Lee Rich Productions. Однако Jefferies оставил проект, написав три черновика к сценарию, заявив, что сжёг их. После этого пост сценариста занял писатель Andrew Wolk Эта версия также так и не была воплощена в кино.